# Venatrix summa
Venatrix summa là một loài nhện trong họ Lycosidae.
Loài này thuộc chi Venatrix. Venatrix summa được Fernando McKay miêu tả năm 1974.